# Vjačaslaŭ Makaranka
Vjačaslaŭ Mikalaevič Makaranka (in bielorusso Вячаслаў Мікалаевіч Макаранка?; 19 settembre 1975) è un ex lottatore bielorusso, specializzato nella lotta greco-romana.
Ha rappresentato la Bielorussia ai Giochi olimpici estivi di Sydney 2000 e Atene 2004, vincendo una medaglia di bronzo.

## Palmarès
- Giochi olimpici

Atene 2004: bronzo nella cat. 84 kg.